# Bric dello Schiavo
Il Bric dello Schiavo (un tempo noto come Monte dello Schiavo) è una montagna delle Prealpi Liguri alta 1.172 m s.l.m..

## Toponimo
Il nome del rilievo, come anche quello di Passaggio degli Schiavi con il quale era un tempo noto il vicino Colle San Bernardo, sarebbe legato alle razzie operate dai saraceni in Alta Val Tanaro. Queste incursioni spesso comportavano infatti anche la cattura di abitanti della zona, specialmente  giovani, che venivano poi venduti nei mercati degli schiavi delle zone controllate dagli arabi tra i quali, in particolare, quelli della Spagna.

## Geografia

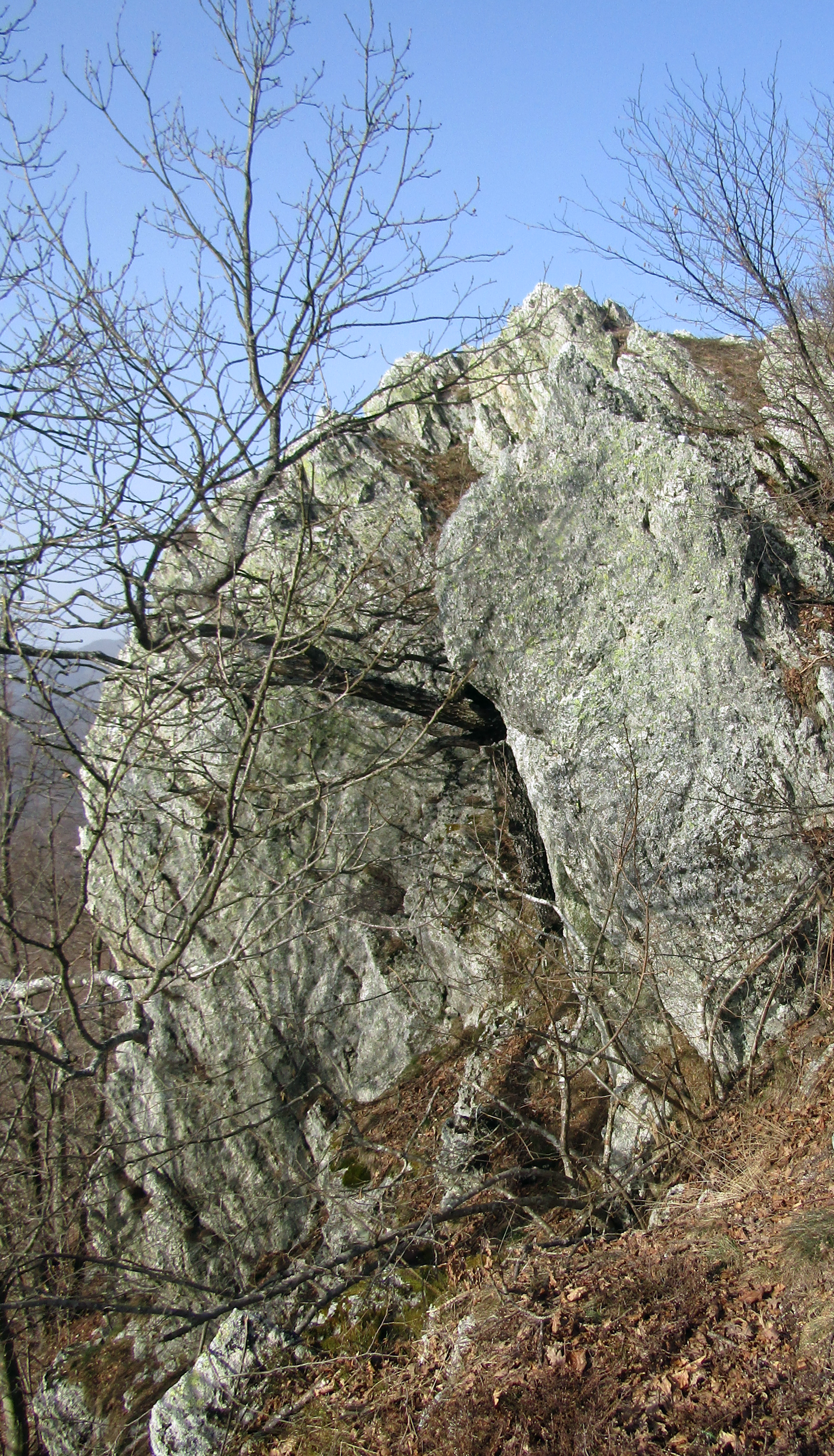
Un tratto dirupato del crinale est

Il monte si trova sulla catena principale alpina in comune di Garessio, nel tratto dove questa divide la Val Tanaro dalla Val Neva. Dalla cima il crinale principale procede verso nord-est abbassandosi ad una sella a quota 1.122 m e risalendo poi al Monte Cianea, mentre nella direzione opposta si abbassa verso il Colle San Bernardo. Il Bric dello Schiavo, a differenza di altre montagne della zona ammantate da boschi di latifoglie e pascoli, è parzialmente roccioso e presenta zone ripide e dirupate. La prominenza topografica del Bric dello Schiavo è di 49 m.

## Geologia
Sul versante orientale del Bric dello Schiavo è presente una discontinuità litologica costituita da una superficie di contatto tra una massa granitica più profonda ed una copertura scistosa. Nella seconda metà dell'Ottocento alcuni studiosi, tra i quali in particolare Alessandro Saluzzo di Monesiglio, proposero di fare passare il confine tra Alpi e Appennini per il Bric dello Schiavo (allora noto come Monte dello Schiavo) per varie considerazioni idrografiche, geologiche e storico/militari. A favore della proposta si citava il fatto che ad est di questa montagna sarebbe cessata quasi del tutto le presenza di graniti e che il Bric dello Schiavo rappresentava il limite estremo del sistema difensivo delle Alpi Occidentali.

## Storia
La zona attorno al Bric dello Schiavo fu coinvolta nelle operazioni belliche collegate alle campagne d'Italia di Napoleone Bonaparte; la montagna venne fortificata nell'ambito di un sistema difensivo che assieme ad altre opere, tra le quali quelle del vicino Monte Cianea, difendevano il Colle San Bernardo e fronteggiavano le truppe francesi attestate sul Monte Galero (allora noto come Monte Galè). Nella zona tra il Colle San Bernardo e il Monte Cianea è da tempo in discussione una proposta per l'ampliamento del parco eolico già presente in prossimità dal valico con nuove pale eoliche, progetto che ha suscitato una decisa opposizione di varie associazioni ambientaliste della zona.

## Accesso alla cima

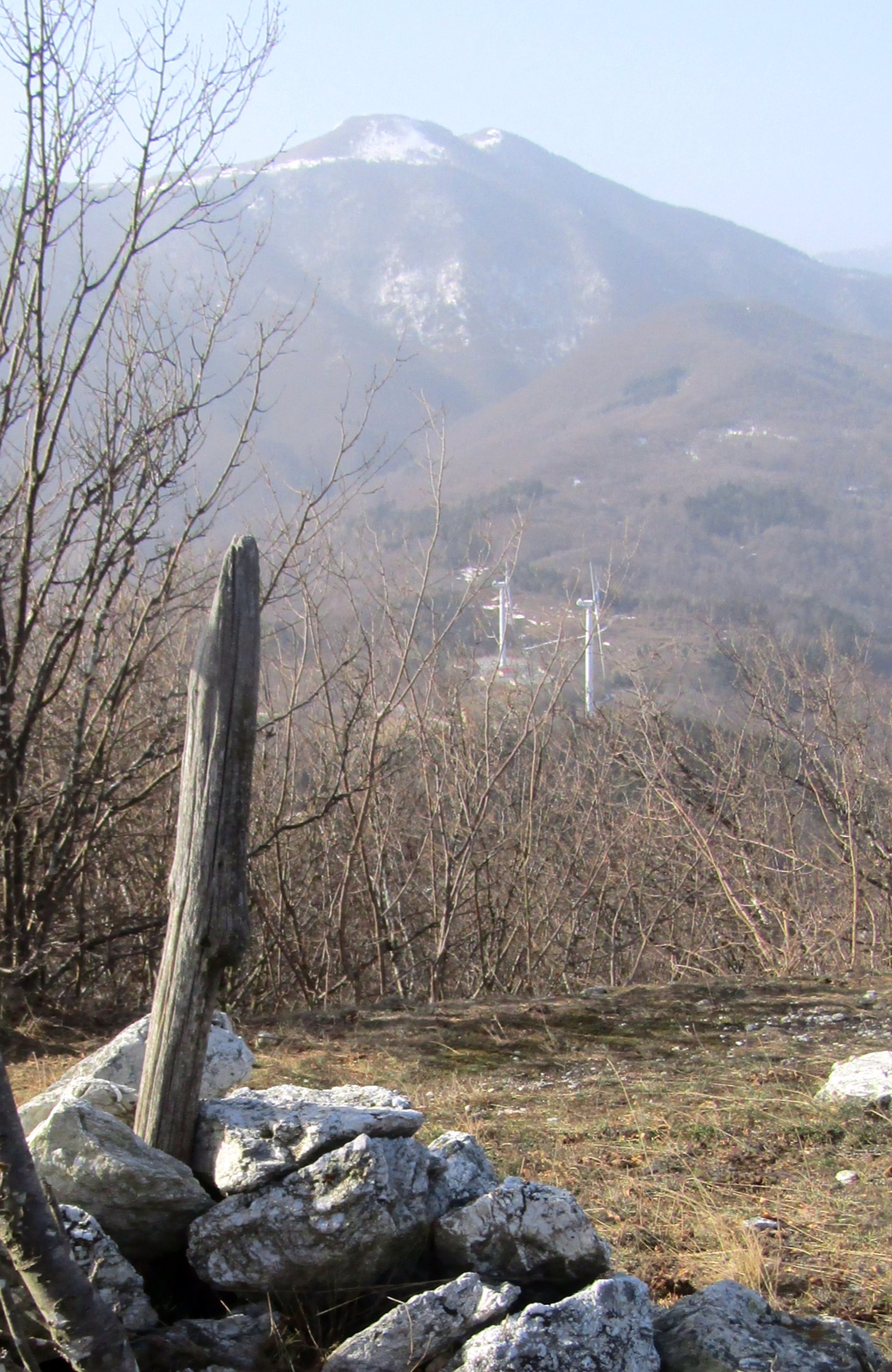
L'ometto sulla cima, sullo sfondo il Colle San Bernardo e il Monte Galero

Il Bric dello Schiavo può essere raggiunto per un sentierino che partendo dalla sella ad est della montagna passa poco a nord della crinale; anche la salita effettuata direttamente lungo il filo di cresta non presenta difficoltà alpinistiche, ma si rivela disagevole per i saliscendi e la fitta vegetazione La selletta di partenza può a sua volta essere agevolmente raggiunta dal Colle San Bernardo oppure, con un percorso più lungo, dal Colle del Quazzo. Nei pressi della montagna, sul versante esposto verso il Mar Ligure, transita l'Alta Via dei Monti Liguri, nella tappa che collega il Colle San Bernardo con il Colle Scravaion.